# Тверський вагонобудівний завод
ВАТ «Тверський вагонобудівний завод» (рос. ОАО «Тверской вагоностроительный завод») — російське підприємство, що випускає вагони для потреб залізниці. Керівництво і виробничі приміщення розташовані за адресою 170003, Росія, м. Твер, Заволзький район, Санкт-Петербурзьке шосе, 45-Б.

## Історія
25 серпня 1898 — французько-бельгійським акціонерним товариством «Діль і Балакан» засновано «Верхньоволзький завод залізничних матеріалів».
У 1915 завод перейшов під контроль ВАТ «Російсько-Балтійський вагонний завод». При цьому було змінено назву на «Тверський Російсько-Балтійський завод».
У 1918 завод націоналізовано. Назву змінено на Тверський вагонобудівний завод.
1958—1962 — філіалом заводу був «Торжокський вагонобудівний завод» 
У 1931-1990 завод називався «Калінінський вагонобудівний завод».
У 1993 на базі Калінінського виробничого об'єднання вагонобудування створено відкрите акціонерне товариство «Тверський вагонобудівний завод».
Початково завод випускав чотиривісні спальні вагони для міжнародної компанії скорих поїздів «Експрес», пасажирські вагони чотирьох класів, службові вагони з салонами для занять і спальним купе, пасажирські вагони для країн із жарким кліматом. Також виготовляли товарні вагони, платформи і вагони-льодовики різних систем, цистерни, вагони-решітки для перевезення торфу, виконувались замовлення на трамвайні вагони, деталі і запчастини до вагонів. Завод виготовляв також військові обози, зброю, деталі до сільськогосподарських машин і автомобілів.
У 1904 завод виготовляв двоповерхові вагони для переселенців на Далекий Схід, будував шестивісні вагон-салони довжиною 26 м для Великокняжої сімʼї.
В період націоналізації вагонобудівельний завод займався випуском пасажирських і товарних вагонів, вагонів-цистерн, а також підвод і двуколок для Військово-технічного управління, різних сільськогосподарських знарядь. У 1926 завод розпочав випуск товарних чотиривісних вагонів, платформ і жорстких пасажирських далекого прямування.
В роки індустріалізації основними видами виробів були 20-тонні товарні вагони, вагони-платформи, 20,2-метрові жорсткі пасажирські вагони, поштово-багажні вагони. Одночасно завод виготовляв обоз для Червоної Армії, вагончики-фургони для трактористів, вагончики-майстерні.
В часи німецької окупації завод зазнав сильних руйнацій. Після звільнення міста почались відновлювальні роботи. Одночасно був налагоджений випуск для фронту артилерійських снарядів, мінометів, авіабомб, пересувних майстерень, санітарних вагонів. Державний комітет оборони З жовтня 1943 включив завод до списку найважливіших оборонних підприємств СРСР. Завод випускав 18 найменувань фронтової продукції. На підприємстві діяла танкоремонтна база. В 1944 частково відновлений завод почав випуск думпкарів, чотиривісних платформ вантажопідйомністю 60 т, металевих напіввагонів вантажопідйомністю 50 т, а в 1948 — критих чотиривісних вантажних вагонів вантажопідйомністю 50 т.
Із 1951 завод спеціалізується на випуску пасажирських вагонів.
У 1955 підприємство одним із перших в країні почало випуск колісних пар з буксовими вузлами на роликових підшипниках.
В 1960-х, вперше в практиці радянського вагонобудування, на заводі налагоджений серійний випуск і виготовлена велика партія пасажирських вагонів з системою кондиціонування і централізованим електропостачанням від вагонів-електростанцій для експлуатації на середньоазіатських напрямках і між Москвою та Ленінградом.
З 1959 по 1969 випускались головні і причіпні електровагони. У 1960—1966 — вагони міжобласного сполучення. 1961—1970 — вагони-електростанції. 1970 — вагони фірмових потягів «Ульяновськ», «Росія». У 1965 збудовано експрес «Аврора», макс. швидкість — 160—180 км/год.
1970 — виготовлено дослідницький вагон-лабораторію з реактивною тягою для випробувань вагонів високих швидкостях. Досягнуто максимальна швидкість 249 км/год.

1971 — почато серійний випуск двоярусних платформ для перевезення легкових автомобілів.
1973 — збудовано експрес «Русская тройка» з макс. швидкістю руху 200 км/год.
1996 — створюється візок пасажирського вагона, котрий забезпечує підвищену плавність ходу вагона на швидкостях до 160 км/год і принципово новий візок для швидкостей до 200 км/год з дисковим магнітно-рейковим гальмом.

## Структура виробництва
9 основних цехів:
- Вагоноскладальний
- Рамно-кузовний
- Холоднопресовий
- Корпус малих серій
- Гарнітурний
- Цех перевезень і комплектації
- Деревообробний
- Візковий
- Ливарний

8 допоміжних:
- Інструментальне виробництво
- Котельний
- Електросиловий
- Енергоспоруд
- Ділянка експлуатаційно-газового господарства
- Автотранспортний
- Ремонтно-механічний
- Залізнично-складальний

## Основні акціонери
ВАТ «Сапфір» — 50,6408%, Російська Федерація в особі Федерального агентства з управління майном — 42,4755%.

## Інфраструктура
Заводові належить залізнична гілка з виходом на магістраль Москва-Санкт-Петербург (головний хід Жовтневої залізниці біля станції Дорошиха)

## Продукція заводу
В цей час випускає пасажирські вагони для поїздів дальнього прямування (для швидкостей 160 і 200 км/год), візки для пасажирських вагонів і вагонів метрополітену, колісні пари, вагони вантажні і спеціального призначення, вагони підвищеної комфортності, гідравлічні гасителі коливань.
У 2007 році створений перший вагон, призначений для транспортування по залізниці відпрацьованого ядерного палива, що вивантажується з реакторів Білоярської АЕС (Свердловська область). Замовник вагона — Федеральне агентство з атомної енергії (Росатом). Вагон-контейнер отримав найменування ТК-84/1. Вагон створений в співпраці з єкатеринбурзьким підприємством Уралхіммаш, на котрому спроектовано транспортний контейнер для відпрацьованих тепловиділяючих збірок.
2008 р. виготовив 1142 пасажирських вагонів і 6421 колісну пару.